# Arnold Herman Maximiliaan Colaço Belmonte
Arnold Herman Maximiliaan (Nol) Colaço Belmonte (Demerara, 18 oktober 1901 - Amsterdam, 17 december 1968) was een Nederlandse orthopedisch chirurg.

## Biografie
Tijdens de Abessijnse-Italiaanse oorlog was Belmonte een van de deelnemers aan de Nederlandse Rode Kruis-ambulance onder leiding van dr. Charles Winckel. Na terugkomst in 1936 verscheen een boek over deze ambulance, waaraan hij meewerkte.
In januari 1940 werd besloten een Nederlandse Rode Kruis-ambulance naar Finland te sturen tijdens de Winteroorlog. Belmonte was een van de deelnemers aan deze ambulance onder leiding van dr. Meihuizen met Charles Winckel als kwartiermaker. Hoewel de vijandelijkheden stopten in maart, duurde het doordat Nederland zelf werd bezet nog tot de herfst van 1940 voor de leden van de ambulance hun terugreis konden aanvangen. Colaço Belmonte, echter, keerde vanwege zijn joodse achtergrond niet terug naar het bezette Nederland, maar meldde zich eind 1940 bij de commandant op Curaçao. Hij werd ingelijfd in het Koninklijk Nederlandsch-Indisch Leger en in 1941 aangesteld als orthopedisch chirurg in Tjimahi. Na de Japanse inval werd hij in 1942 als krijgsgevangene weggevoerd naar Nagasaki. Uiteindelijk keerde hij pas in 1947 naar Nederland terug.

## Onderscheidingen[5]
- Officier in de Orde van Oranje-Nassau
- Regeringsmedaille van het Rode Kruis met gesp “Ethiopië 1935/36"
- Kruis van Verdienste van het Nederlandse Rode Kruis
- Medaille voor trouwe dienst van het Nederlandse Rode Kruis
- Oorlogsherinneringskruis met gesp “Nederlandsch-Indië 1941-1942"
- Ereteken voor Orde en Vrede
- Commandeur Ster van Ethiopië (CSE)
- Orde van het Vrijheidskruis

In 1959 bij zijn vertrek als colonne-commandant van de Rode Kruis Korps-colonne Amsterdam kreeg hij de zilveren legpenning van de afdeling Amsterdam van het Nederlands Rode Kruis.